# ای‌ای اسپورتس
ای‌اِی اسپورتس (به انگلیسی: EA Sports) یکی از زیرمجموعه‌های الکترونیک آرتس است که بازی‌های رایانه‌ای ورزشی را توسعه می‌دهد. قبلاً یک ترفند بازاریابی برای الکترونیک آرتز بود، که در آن سعی می‌کردند تا یک شبکه‌ برای گونه بازی‌های ویدئویی وزرشی با برگرفته از جزئیات واقع‌گرایانه تقلید کنند و خود را "شبکه ورزشی ای‌ای" (به انگلیسی: EA Sports Network) (EASN) نامیدند با حضور افرادی مانند جان مدن، رشد کرد و تبدیل به یک شرکت در سطح‌جهانی شد. با عرضه‌کردن مجموعه‌های بازی همچون فیفا، ان‌اچ‌ال، ان‌بی‌ای لایو و مدن ان‌اف‌ال.
اکثر بازی‌ها تحت‌نظر این برند توسط ای‌ای ونکوور، استودیو الکترونیک آترس در برنابی، برتیش کلمبیا و همین‌طور ای‌ای تایبرون در میت‌لند، فلوریدا توسعه یافته‌اند. رقیب اصلی ای‌ای اسپورتس ۲کی اسپورتس است. قابل‌ذکر است که هر دو شرکت بر سر عرصه بازی‌های ان‌بی‌ای باهم رقابت می‌کنند که ۲کی سری ان‌بی‌ای ۲کی را منتشر می‌کند. همچنین کونامی رقیب آن در بازی‌های فوتبال با سری خودش، ئی‌فوتبال است.
چندین سال بعد پس از ایجاد برند، همه بازی‌های ای‌ای اسپورتس با یک ویدیوی پنج ثانیه‌ای شروع می‌شدند که این برند را معرفی می‌کرد و اندرو آنتونی شعار آن را خلق کرد، «او درون بازی است» (به انگلیسی: It's in the game). این به این معنی است که هدف بازی‌هایش شبیه‌سازی واقع‌گرایانه ورزش‌ها تا حد امکان واقعی و کامل است؛ آنتونی این کار را صرفاً به عنوان لطفی به یک دوست انجام داد.

## سری بازی‌ها
بیشتر بازی‌های ای‌ای اسپورتس در یک سال مشخص و سالانه عرضه می‌شوند. با این اوصاف، همان‌طور که ای‌ای اسپورتس خریدار اصلی مجوزهای رسمی است، این ساده نیست که در یک بازه زمانی کوتاه چندین بازی از یک ورزش اما با مجوزهای مختلف منتشر شود: زمانی که فیفا ۹۸: در راه جام جهانی عرضه شد چندوقت بعد جام‌جهانی ۱۹۹۸ برگزار شد، یعنی همه این‌ها در سال ۱۹۹۷ توسط مدیر فیفا انجام شد.
| سری    | ورزش               | تاریخ اولین انتشار         | تاریخ آخرین انتشار   | انتشار بعدی     |
| ------ | ------------------ | -------------------------- | -------------------- | --------------- |
| مدن    | فوتبال آمریکایی    | جان مدن فوتبال (۱۹۹۸)      | مدن ان‌اف‌ال ۲۲ (۲۰۲۱) |                 |
| ان‌اچ‌ال | هاکی روی یخ        | ان‌اچ‌ال هاکی (۱۹۹۱)         | ان‌اچ‌ال ۲۲ (۲۰۲۱)     |                 |
| فیفا   | فوتبال             | فوتبال جهانی فیفا (۱۹۹۳)   | فیفا ۲۳ (۲۰۲۳)       |                 |
| یواف‌سی | هنرهای رزمی ترکیبی | ای‌ای اسپورتس یواف‌سی (۲۰۱۴) | یو اف سی ۵           |                 |
| اف۱    | فرمول یک           | اف۱ ۲۰۰۰ (۲۰۰۰)            | اف۱ ۲۰۲۱ (۲۰۲۱)      | اف۱ ۲۰۲۲ (۲۰۲۲) |
| اف سی  | فوتبال             | ای ای اسپورتس اف سی ۲۴     | اف سی ۲۵             |                 |